# La Lettre chargée (film, 1911)
Pour les articles homonymes, voir La Lettre chargée.
La Lettre chargée est un film muet français réalisé par Jean Durand et sorti en 1911.

## Fiche technique
- Réalisation : Jean Durand
- Pays : France
- Format : Muet - Noir et blanc
- Métrage : 159 m
- Date de sortie : 
  - France : 1911

## Distribution
- Gaston Modot